# Dolna Lešnica
Dolna Lešnica (makedonsky: Долна Лешница, albánsky: Leshnicë e Poshtme) je vesnice v Severní Makedonii. Nachází se v opštině Želino v Položském regionu.

## Demografie
Podle sčítání lidu z roku 2021 žije ve vesnici 430 obyvatel. Etnické skupiny jsou:
- Albánci – 415
- ostatní – 15

| Rok          | 1900 | 1929 | 1948 | 1953 | 1961 | 1971 | 1981 | 1994 | 2002 | 2021 |
| ------------ | ---- | ---- | ---- | ---- | ---- | ---- | ---- | ---- | ---- | ---- |
| Obyvatelstvo | 225  | 144  | 280  | 324  | 405  | 409  | 546  | 582  | 625  | 430  |